# ФК Њујорк космос
Њујорк космос (енгл. New York Cosmos) је био амерички фудбалски клуб. Основан је 1971. а престао је да постоји 1985. 
Године 2009. име клуба је откупила организација чији је почасни председник бивши бразилски фудбалер Пеле. Циљ је да тим поново заигра у Првој америчкој фудбалској лиги.

## Историја
Деценијама су чињени разни покушаји да се фудбал популарише у Сједињеним Државама. Највећи од свих направљен је крајем седамдесетих када је богати газда Ворнер брадерса Стив Рос основао фудбалски клуб Њујорк космос са идејом да у њему окупи највеће светске фудбалске звезде.
У периоду свог врхунца, за Космос су играли Пеле, Бекенбауер, Карлос Алберто, Богићевић и многи друге фудбалске звезде. Са оваквим тимом Рос је планирао да оствари велике спонзорске и медијске уговоре. Упркос томе што је уложен велики новац фудбал никад није успео да се сврста међу најпопуларније спортове у Америци, па је пројекат Космос пропао већ почетком осамдесетих.